# هیونگجسان-گویوک

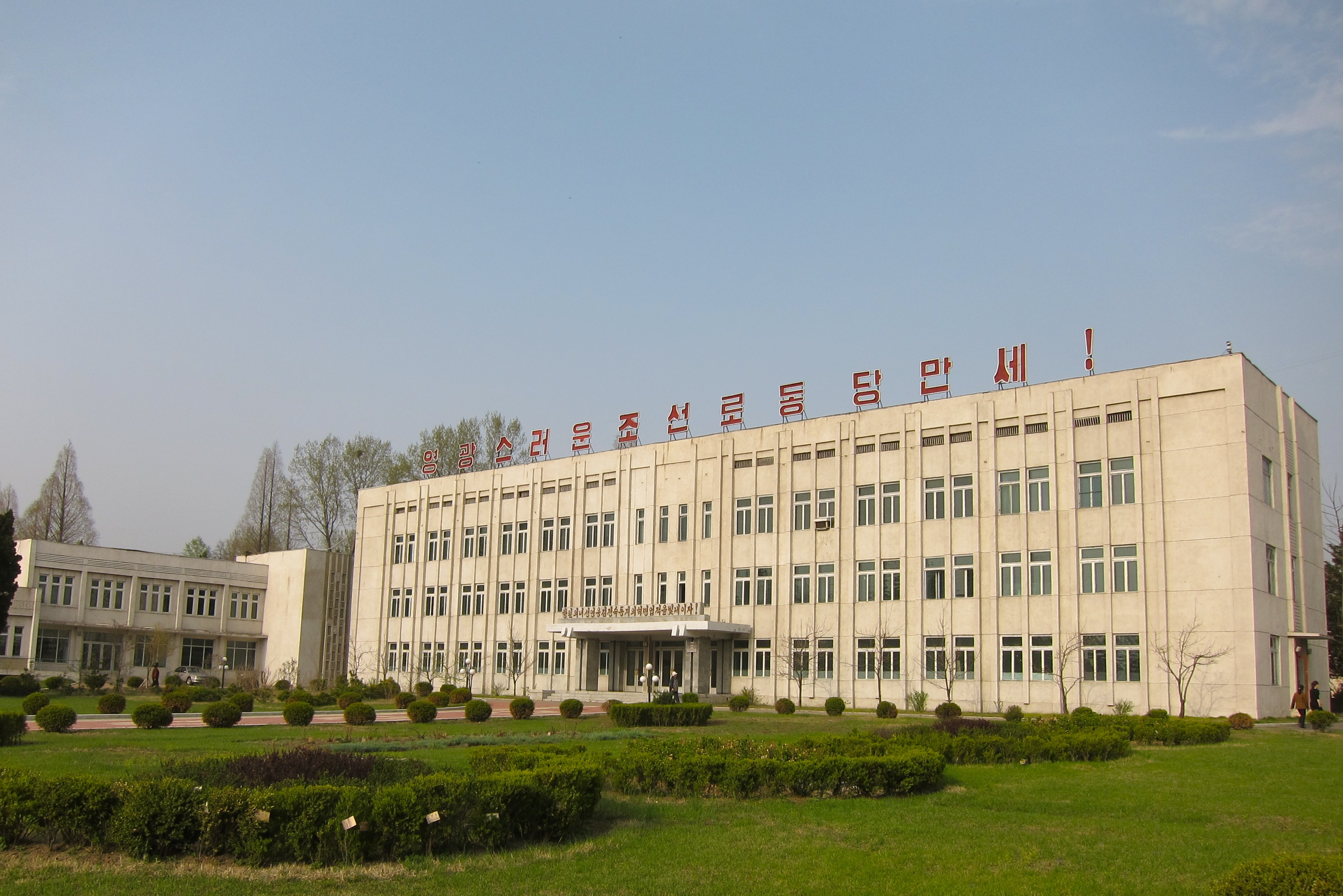
یک ساختمان در این منطقه

هیونگجسان-گویوک (انگلیسی: Hyongjesan-guyok) بخشی در کشور کره شمالی است که در پیونگ‌یانگ واقع شده‌است.